# ウォール街

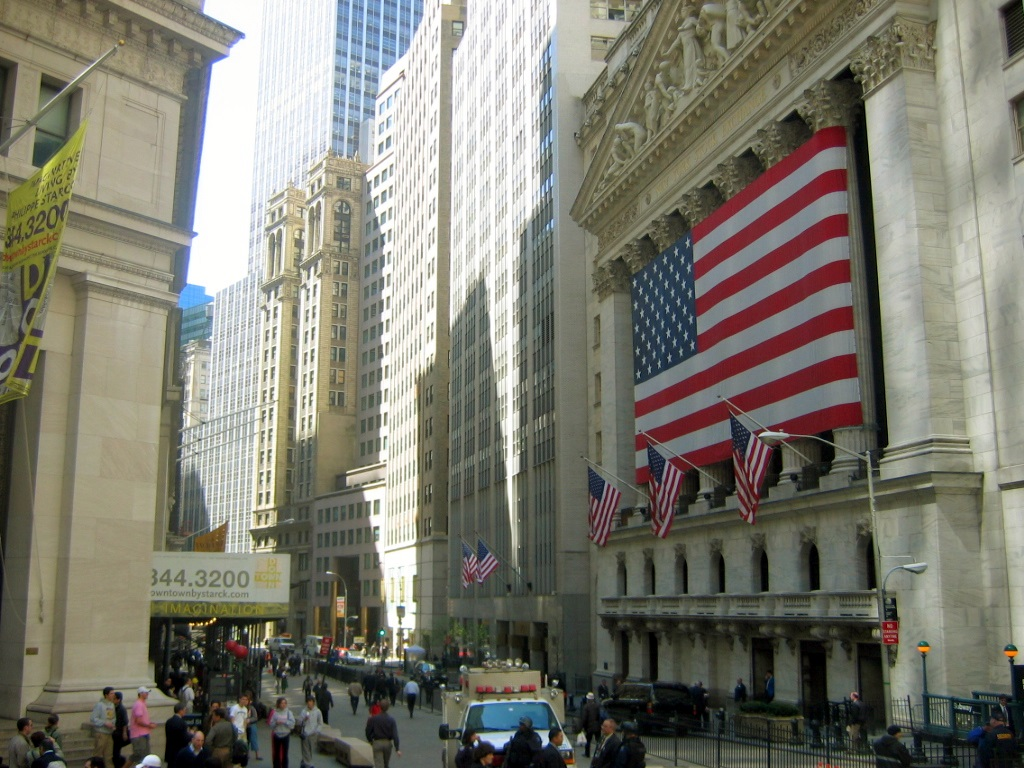
ウォール街とブロードウェイの交差点から見たニューヨーク証券取引所

ウォール街（ウォールがい、英: Wall Street、ウォールストリート）は、アメリカ合衆国ニューヨーク州ニューヨーク市マンハッタンの南端部（ロウアー・マンハッタン）に位置する細いストリートの一つ。ブロードウェイから東へイースト・リバーに下る場所にある。
現在では通りの周辺の区域も含めて、世界の金融センター「ウォール街」として定着している。ニューヨーク証券取引所をはじめ米国の金融史とゆかりのある地区である。米国の金融業界や証券市場を指す比喩としての用法もある。
ウォール街はかつてシティ・オブ・ロンドンから国際金融市場としての主導権を奪った。今では多くの金融機関がウォール街に置いていた本社機能を移転している。行き先はタックス・ヘイヴンであるマンハッタンのミッドタウン、通信に強いニュージャージー州、投資税率が下がり従業員の所得税に転嫁され、ゼネラル・エレクトリックがいるブリッジポートである。JPモルガン・チェースが最後まで残っていたが、2001年11月、本社ビルをドイツ銀行に売却した。このため、ウォール街には純米国資本の大手金融機関の本部は存在しない。
付近にはニューヨーク連邦準備銀行やフェデラル・ホール、トリニティーチャーチなどもある。ブロードウェイを南に少し下ったところにある雄牛像は有名。なお、今や観光名物となったこのブロンズ像「チャージング・ブル（仮訳：突進する雄牛）」は、イタリアのシチリア島出身の芸術家アルトゥーロ・ディ・モディカ（Arturo Di Modica）が制作し、1989年12月15日に無許可でニューヨーク証券取引所前に設置したものだが、その後様々な手続きを経て現在の場所に至る。

## 歴史

### ウォール街の誕生

レンブラント画「夜警」アムステルダム市民の集団自画像。

17世紀終わりごろ、八十年戦争を背景としてベネルクスの中心的な都市であった南部の都市アントウェルペンから大勢の商人が北部の都市アムステルダムに移住した。こうしてアムステルダムは、欧州最大の商業、金融都市として発展した。また、オランダは経済的・学問的な繁栄に加え、宗教に寛容だったため多くのユダヤ人が亡命し、こうした要因もまた、オランダを発展させることになった。
オランダはスペインの衰退や造船業の発展を背景に1602年、続けて1621年には東インド会社、西インド会社を設立し、アジア、アメリカに進出した。特に、北米にはニューネーデルラント植民地・ニューアムステルダム港を建設した。
こうして、十七世紀前半にはオランダ一国で世界の貿易額の50％を握るようになっていった。また、ギルダーの発行も行うようになり、世界進出を目論むイギリスにとっても大きな障害となった。

しかしながら、十七世紀後半の三次にも及ぶ英蘭戦争にてイングランドに敗れ、ニューアムステルダム港はニューヨークと改名された。この頃から、オランダ人が築いた城壁に沿った道が「ウォール街」と呼ばれるようになったのである。

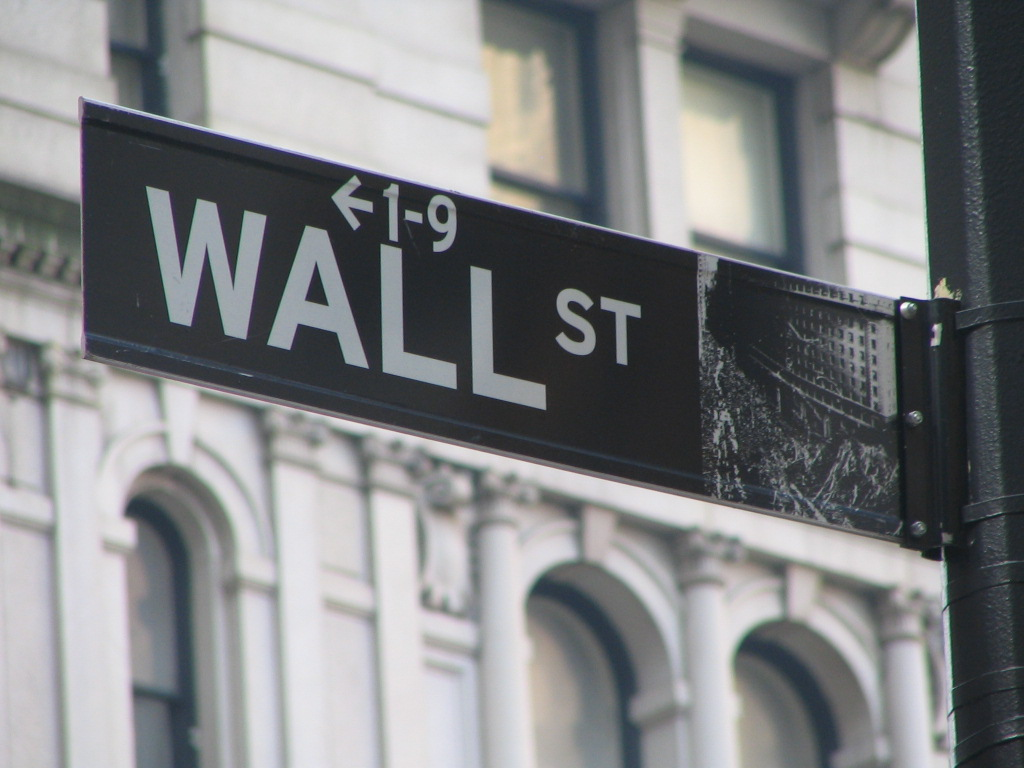
ウォール街の道路標識

1792年、材木の取引のために商人や投資家が集まり非公式に取引所を開設した。これがニューヨーク証券取引所のはじまりである。
アンドリュー・ジャクソン大統領は州立銀行を奨励しウォール街の成長を阻んでいた。州立銀行の株や債券はシティ・オブ・ロンドンの資本家に購入されていた。1837年恐慌が起こり州立銀行が兌換停止に追い込まれた。そのとき第二合衆国銀行の特許更新を阻止していたために最後の貸し手を欠いてしまい、この反省からボストンを経由したウォール街への資本集中が進んでいった。南北戦争では実際にジューニアス・モルガンとジョン・モルガンの親子が活躍した。後者は1907年恐慌の立役者となり、また金ぴか時代に台頭したロックフェラー家と共に連邦準備制度の創設にも参加した。モルガンが第一次世界大戦で政府に融資をするときにカナダのオタワが舞台となったが、その縁かグループ・ブリュッセル・ランバートには強力なカナダ資本が参加している。
狂騒の20年代にメロン財閥が力をつけて国政に関与した。そしてウォール街大暴落が起こり、ペコラ委員会がジョン・モルガンの息子ジャックのインサイダー取引を暴いた。ウォール街に対する規制熱は第二次世界大戦に参加するまで続いた。
1950年代を通じて株価が上昇して、インサイダー取引が復活したり、うまみにつられて野良のブローカーがウォール街に押し寄せたりした。その陰では投信業界が、構成員がほぼ同一の取締役会で、グループのファンド・営業・運用各部門を全て支配した。証券取引委員会は投信業界がファンド購入者と利益相反して三部門を統括している問題に手が回らなかった。
金融業界はウォール街からミッドタウンへと拠点を移している。